# Bombylius comanche
Bombylius comanche är en tvåvingeart som beskrevs av Joseph Hannum Painter 1962. Bombylius comanche ingår i släktet Bombylius och familjen svävflugor. Inga underarter finns listade i Catalogue of Life.